# Super Real Mahjong PVI
Super Real Mahjong PVI (スーパーリアル麻雀PVI?) es un videojuego de mahjong que fue lanzado para las máquinas recreativas en marzo de 1996 solo en la región de Japón y fue desarrollado y publicado por Seta. Es el sexto juego de la serie Super Real Mahjong. El juego fue porteado para Sega Saturn en 17 de mayo de 1996 y fue relanzado para Nintendo Switch en 23 de mayo de 2019.

## Otros Medios

### Radionovela
- Un CD de Radionovela basada en el sexto juego de la serie, que fue lanzado en 10 de agosto de 1996 por JVC.

### Manga
- Un manga basada en el sexto juego de la serie, se publicó en septiembre de 1996 como parte de la colección Gamest Comics, guionista por Hideki Mitsui y Yukiru Sugisaki.

- Datos: Q85878023